# Europeisk hedersmedborgare
Europeisk hedersmedborgare är en hederstitel som Europeiska rådet tilldelar personer som har gjort en exceptionell insats för den europeiska integrationsprocessen. Hittills har tre personer tilldelats titeln: Jean Monnet den 2 april 1976, Helmut Kohl den 11 december 1998, och Jacques Delors den 25 juni 2015.